# Laphria semifulva
Laphria semifulva là một loài ruồi trong họ Asilidae. Laphria semifulva được Bigot miêu tả năm 1878. Loài này phân bố ở miền Ấn Độ - Mã Lai.